# Cayo Marcio Fígulo (cónsul 64 a. C.)
Cayo o Gayo Marcio Fígulo (en latín, Gaius Marcius C. f. C. n. Figulus) fue un político romano del siglo I a. C.

## Carrera pública
Ocupó el consulado en el año 64 a. C. junto con Lucio Julio César  cuando el Senado abolió algunos colegios ilegales que eran considerados perjudiciales para la libertad de los comicios y la paz pública. Al año siguiente ayudó a Cicerón a combatir la conspiración de Catilina  y en la sesión del 5 de diciembre estuvo a favor de la pena de muerte para los conspiradores.
A decir de Cicerón, su tumba tenía una inusual suntuosidad.